# Palazzo Barberini (Potsdam)

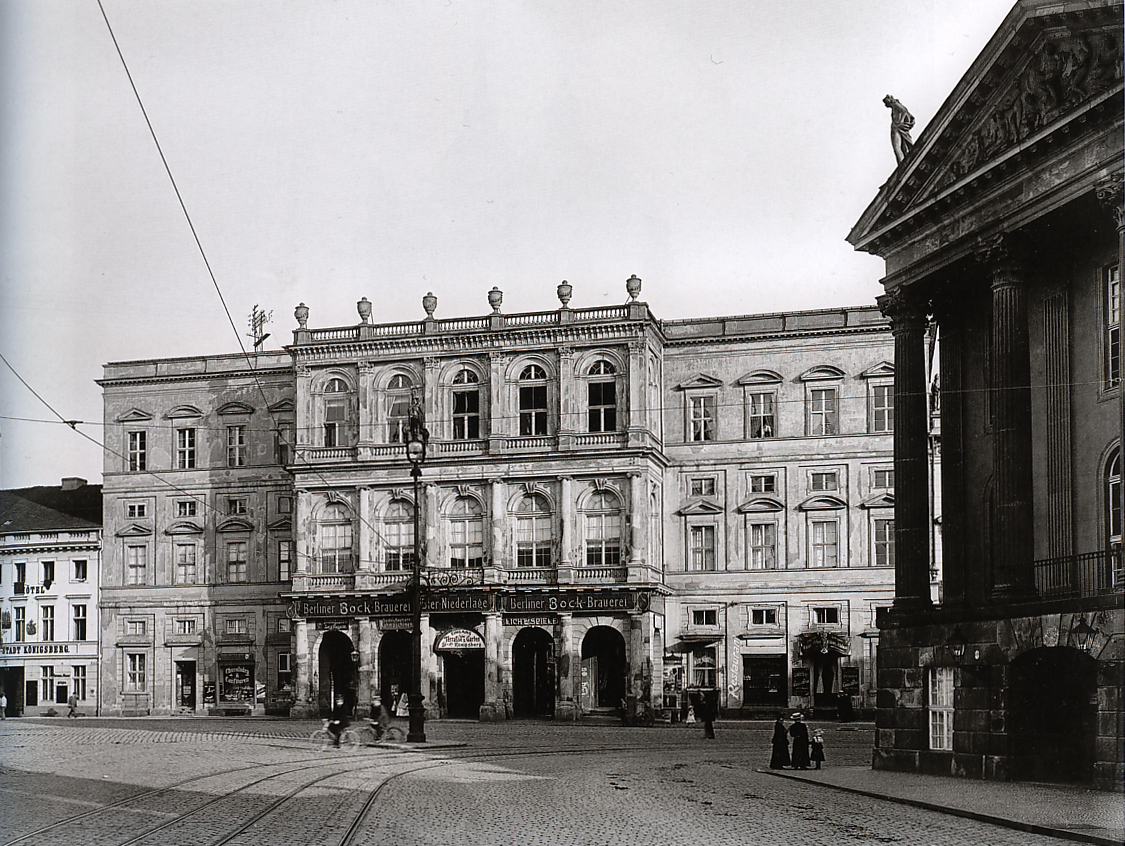
Palazzo Barberini in una foto del 1907

Il Palazzo Barberini di Potsdam (in tedesco: Palast Barberini o anche Palais Barberini) è un palazzo cittadino neoclassico-barocco costruito sotto il re prussiano Federico II su progetto di Carl von Gontard tra il 1771 e il 1772 in Humboldtstraße 5/6 a Potsdam. La sua facciata principale si affaccia sulla piazza di Alter Markt con il Stadtschloss di Potsdam e la Chiesa di San Nicola.

## Storia

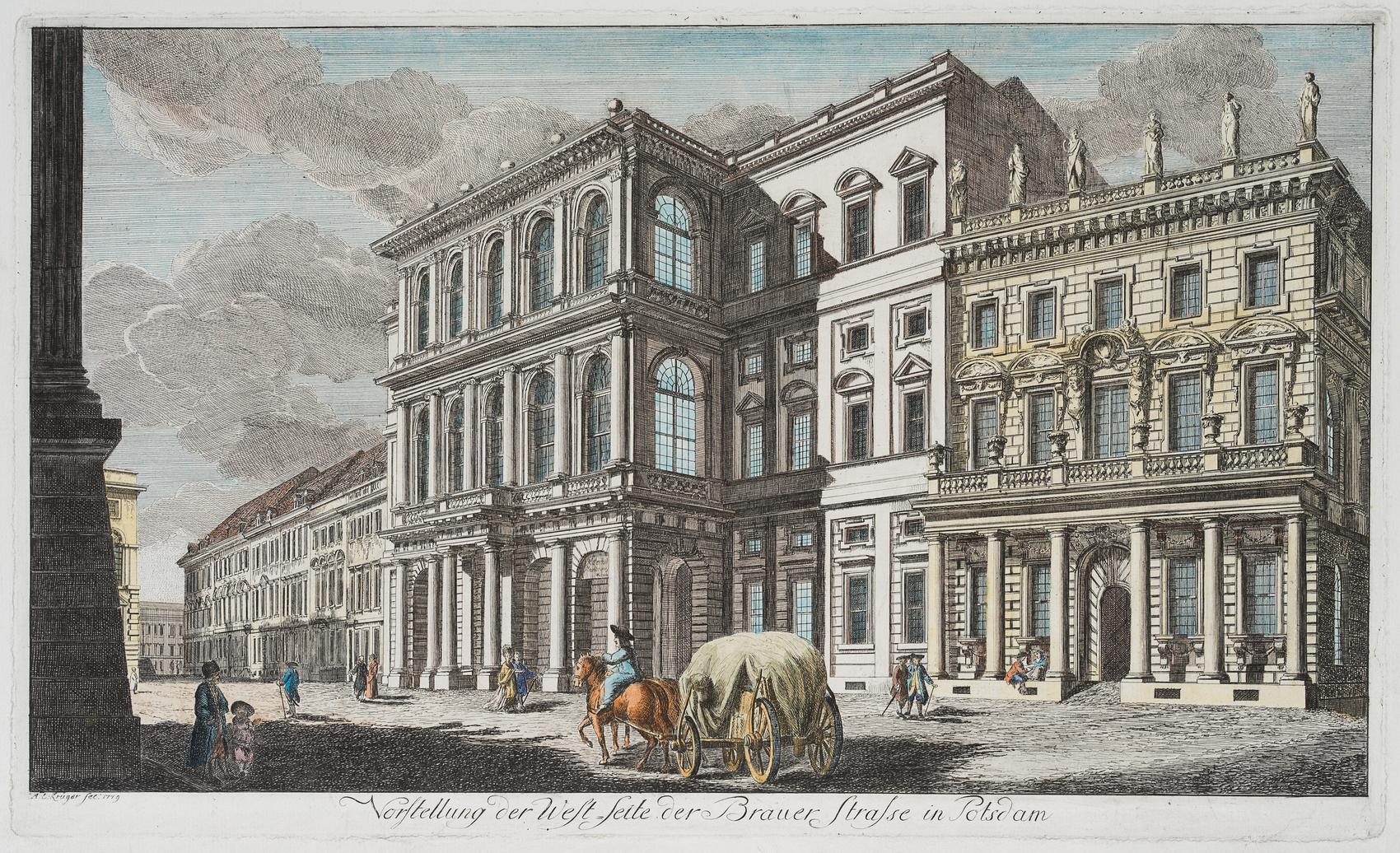
Il Palazzo Barberini in un quadro di Andreas Ludwig Krüger nel 1779

L'edificio prende il nome dal Palazzo Barberini di Roma, che era il modello del re. La replica di Potsdam del modello italiano costituiva la monumentale estremità sud-orientale dell'Alter Markt e, insieme alla vicina Casa Noack in Humboldtstraße 4, anch'essa progettata da Gontard, fu uno degli ultimi edifici ad essere eretti intorno alla piazza sotto Federico II. A metà del XIX secolo, l'edificio del palazzo fu ampliato con due ali laterali che si affacciavano sul retro del fiume Havel, su progetto di Ludwig Persius e Ludwig Ferdinand Hesse, e fu utilizzato come sede della vita culturale e dei club di Potsdam.
Il Palazzo Barberini fu in gran parte distrutto durante il bombardamento aereo del 14 aprile 1945, durante la Seconda guerra mondiale, e le rovine furono demolite durante il periodo della Zona di occupazione sovietica. In seguito, il sito fu utilizzato per lungo tempo come spazio verde e parcheggio. Nel corso della riqualificazione del centro di Potsdam con la ricostruzione dello Stadtschloss come nuovo edificio del parlamento e di altri edifici nel quartiere, le donazioni dell'imprenditore Hasso Plattner hanno portato alla ricostruzione del Palazzo Barberini dal 2013 alla fine del 2016, in gran parte in linea con l'esterno originale, per essere utilizzato come Museo Barberini.

## Descrizione

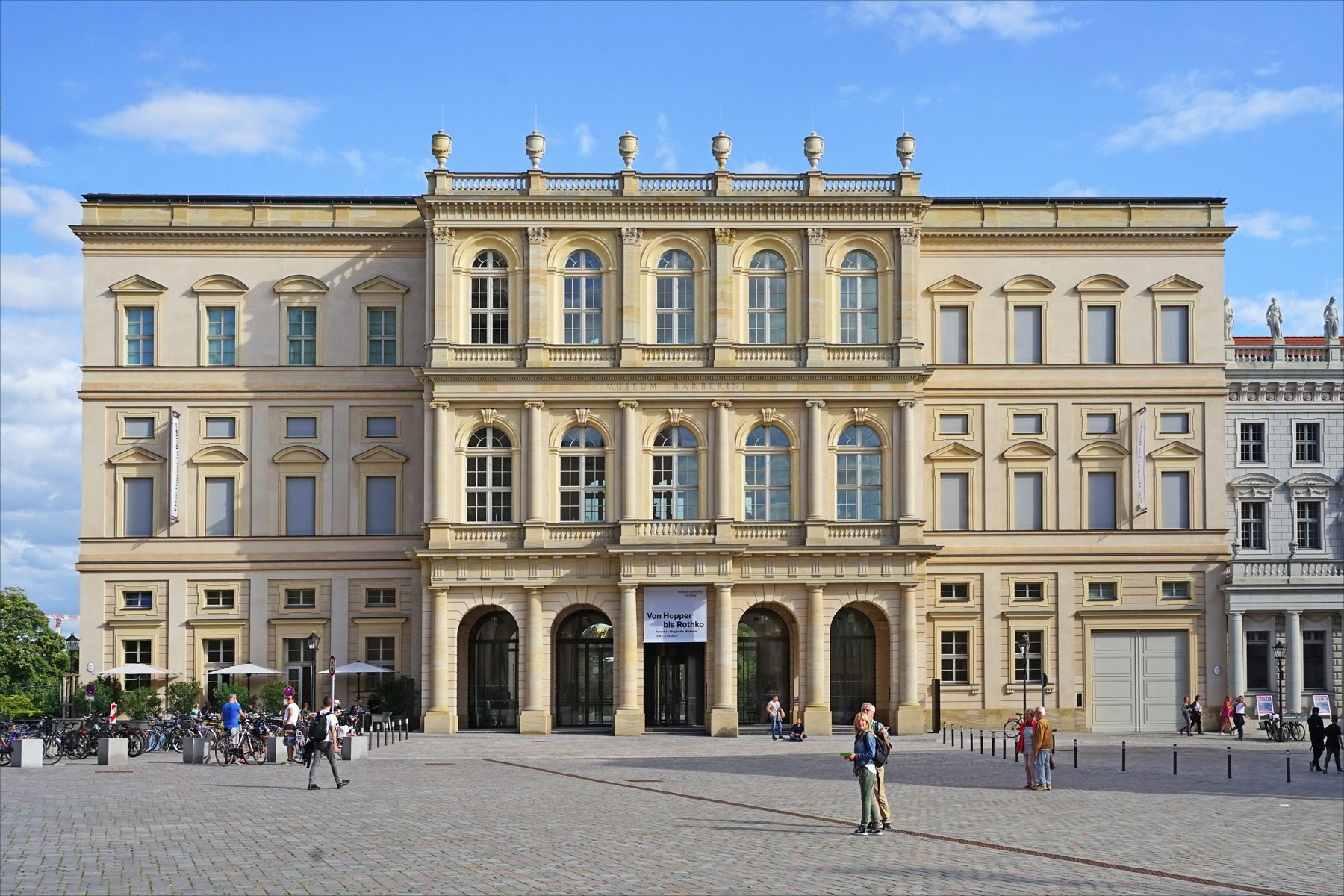
Il Palazzo Barberini nella sua ricostruzione nel 2017

Il Palazzo Barberini di Potsdam era costituito da due edifici a tre piani raggruppati dietro una facciata uniforme, costruite a spese reali al posto di edifici precedenti più semplici per dare all'Alter Markt l'aspetto rappresentativo, voluto dal re. La facciata aveva tredici assi di finestre, di cui i cinque centrali formavano un ampio risvolto sporgente, che si distingueva chiaramente per la sua architettura dalle rispettive ali laterali a quattro assi che si trovavano nell'allineamento della strada.
La scalinata centrale era accentuata da una disposizione, piano per piano, di colonne tuscaniche, ioniche e corinzie. Al piano terra e al primo piano, queste erano formate da colonne a tre quarti. Il primo piano, invece, era strutturato da paraste, ciascuna delle quali era accompagnata da due mezze paraste che sembravano arretrate. Grandi finestre ad arco a tutto sesto comparivano nei rientri dei piani superiori, mentre il piano terra della risalita era aperto in posizioni arcuate. La finestra centrale del primo piano è stata dotata di un'alcova con parapetto a balaustre su due colonne piene poste di fronte alla facciata.
Le ali laterali a quattro assi riprendono ciascuna la struttura della scalinata in forma semplificata. Qui sono state utilizzate lesene piatte al piano terra e al primo piano, mentre al primo piano dominava la superficie muraria liscia. Oltre ai tre piani principali, i due piani inferiori delle ali laterali avevano ciascuno un basso piano ammezzato che si apriva sulla strada con finestre rettangolari trasversali incorniciate. Le finestre dei piani principali avevano tetti diritti al piano terra e tetti ad arco triangolare e segmentale alternati ai piani superiori. L'estremità superiore era formata da un sottotetto, che nella risalita era dotato di balaustre e coronato da vasi. Il sottotetto nascondeva in gran parte il tetto piatto a capanna della casa.
A causa della mancanza di documenti superstiti, non si sa nulla della disposizione degli ambienti interni quando l'edificio principale fu costruito nel 1771-1772. Quando l'edificio principale fu ricostruito e ampliato tra il 1845 e il 1849, gli appartamenti che prima erano ospitati nell'edificio principale furono spostati nelle nuove ali laterali, al piano terra dell'edificio centrale fu creato un passaggio con colonne per soddisfare le accresciute esigenze di rappresentanza e nei piani superiori furono costruite diverse sale riccamente decorate. Il cortile sul lato del fiume Havel tra le ali laterali fu sistemato a giardino. Un'ampia scalinata conduceva da qui alla riva del fiume. Gli annessi a forma di L visibili nella pianta del XIX secolo, disposti simmetricamente nel prolungamento delle ali laterali e contenenti stalle e servizi igienici, furono in seguito sostituiti da pergolati.